# Buenismo bien
Buenismo bien es un programa de radio español de humor, que se emite semanalmente en formato pódcast a través de Podimo. Está conducido por Manuel Burque y Henar Álvarez. Hasta 2024, también fue copresentado por Quique Peinado.

## Historia
Buenismo bien es un programa de humor con entrevistas a personas de muy diverso perfil. Se emitió por primera vez el 21 de julio de 2018 y, desde febrero de 2019, el programa se emite cada martes a las 7 p. m.

En 2020, durante los meses del confinamiento estricto (marzo-mayo) provocados por la pandemia de COVID-19, el equipo decidió conectarse cada noche por Skype retransmitiéndolo en directo por su canal de YouTube para analizar la situación excepcional que se estaba viviendo pero desde una perspectiva humorística. El comunicado que sacó la Cadena SER decía:
“En tiempos tan complicados como los que estamos viviendo, queremos que todo pase rápido y si es con risas, mejor. Cada día, a las 22.00 horas, os esperamos en el canal de YouTube de Buenismo bien para una dosis de humor. Javi Valera, Manuel Burque, Quique Peinado y Henar Álvarez se quedan en casa, pero nos regalan unos minutos de desvarío por Skype para pasar el rato. En pijama, con un fondo casero y pisándose entre ellos: lo mejor de Buenismo para luchar contra el COVID-19”.

## Equipo del programa
- Manuel Burque: director y presentador.
- Quique Peinado: presentador.
- Henar Álvarez: presentadora.
- Javi Valera: guionista.
- Gema Jiménez: producción y redes sociales.
- Artur Galocha: diseño gráfico.